# Mallasandra, Tumkur
Mallasandra là một làng thuộc tehsil Tumkur, huyện Tumkur, bang Karnataka, Ấn Độ.